# Bourdotiella
Bourdotiella Duhem & Schultheis è un genere di funghi basidiomiceti comprendente specie lignicole a portamento corticioide. La specie tipo del genere, dedicato al prete e micologo francese Hubert Bourdot, è  B. complicata Duhem & Schultheis: entità descritta sulla base di campioni raccolti nel Parco Naturale Regionale del Luberon, nella Francia meridionale, su legno di latifoglia (salice o pioppo).

## Descrizione
Basidiomi sottili, distesi sul substrato, sottili, di consistenza friabile quando prelevati. Superficie imeniale cosparsa da innumerevoli piccole asperità di forma variabile, alte fino a 0,5 mm, di colore variabile da grigio ocraceo a bruno scuro; zona marginale progressivamente attenuata e più pallida.
Struttura monomitica: ife generative con giunti a fibbia, a segmenti irregolari e piuttosto tortuosi, a parete leggermente inspessita nel subimenio, con numerose masse cristalline. Basidi piuttosto corti e tozzi, di forma variabile, con setto basale, (2-)4 sporici. Nell'imenio è possibile osservare elementi dendrofisoidi scarsamente differenziati. Spore relativamente piccole, con profilo ellittico, oblungo oppure reniforme, con parete sottile, lisce, non cianofile e non amiloidi.

## Generi simili
Bourdotiella ricorda morfologicamente il genere Dendrocorticium J. Larsen & Gilb., che si differenzia per i basidi lungamente clavati e la presenza di elementi dendrofisoidi ben sviluppati. La presenza di questi elementi, permette anche la distinzione tra Bourdotiella e Hyphodontia s.l.

## Taxa
- Bourdotiella complicata Duhem & Schultheis
- [!] Bourdotiella crustula (L.W. Mill.) K.H. Larss. & Ryvarden [!][2] [! Larsson e Ryvarden, dopo studio morfologico del materiale originale di Odontia crustula L.W. Mill,  ritengono questo il nome corretto per B. complicata; in mancanza di una verifica su base molecolare, questa sinonimia è sospesa].